# Indolizină
Indolizina (pirolo[1,2-a]piridina) este un compus organic heterociclic aromatic cu formula chimică C8H7N, fiind un izomer al indolului. Analogul său saturat, denumit indolizidină, este o structură întâlnită în unii alcaloizi, precum este și swainsonina.

## Obținere și reacții
Indolizina se obține în urma încălzirii 2-metilpiridinei cu α-bromoacetaldehidă și în urma decarboxilării acidului indolizin-2-carboxilic, care poate fi obținut la rândul său din 2-metilpiridină și acid α-bromopiruvic.
Indolizinele pot fi obținute prin metode diverse, plecând de la derivați de piridină convenabil substituiți.